# 29799 Trinirussell
29799 Trinirussell è un asteroide della fascia principale. Scoperto nel 1999, presenta un'orbita caratterizzata da un semiasse maggiore pari a 2,9777372 UA e da un'eccentricità di 0,0364746, inclinata di 9,84562° rispetto all'eclittica.